# Radio City (Vercelli)
Radio City Vercelli, ora #DANCE City4You è un'emittente radiofonica piemontese

## Storia
Fondata nel luglio del 1975 da Mimmo Catricalà, negli studi di via Duchessa Jolanda a Vercelli, oggi è ubicata in Via Tangenziale Ovest Zona Industriale a Romentino (NO) e in Via Guala Bicheri n. 8 a Vercelli. In passato ha avuto anche due sedi distaccate a Biella (in Corso Giuseppe Pella n. 2, nel Centro Congressi Città Studi) e a Novara in Piazza Sacro Cuore.
La frequenza FM principale per le province di Vercelli, Biella, Novara, Pavia, Milano, Varese è 89.9 MHz. Nelle città di Vercelli e Novara sono state attive per diversi anni anche le frequenze 103.9 e 88.0 MHz.
Dal 1998 al 2019 è stata l'organo di comunicazione sociale dell'Arcidiocesi di Vercelli con il motto "La città che vive".
Dal 2020 la proprietà passa a MusicStyling Srl di Milano che aggiunge 4you alla denominazione storica e viene creato un nuovo nome : Radio City4You e un nuovo Claim : "la Movida della tua città" con una programmazione a ritmo veloce e piacevole senza trascurare l'informazione sia locale che nazionale. 
Dal 2025 l’identità …. Movida della tua Città  è stata sostituita dal claim “City4You” rinominando la radio in  #DANCE una Dance Radio dove le anteprime discografiche nel campo della Dance internazionale … passano per prima ….non per ultima l’integrazione di RadioVisione sulla TV Musicale del gruppo 4 YouTV visibile in 2 Regioni sul Digitale Terrestre Piemonte, Lombardia e su tutte le App dedicate.
Il raggio d'azione si è ampliato con la presenza di una frequenza FM in Valsesia 88.6 MHz, un'isofrequenza per Borgomanero e Lago d'Orta 89.9 MHz e una frequenza in Liguria in provincia di Imperia 93.9 Mhz. La partecipazione in DAB+ vede l'emittente presente a livello regionale con la totale copertura di Piemonte, Lombardia, Liguria, Lazio e Sardegna. I nuovi studi di trasmissione completamente digitali sono nella zona industriale di Novara a Romentino in Via Tangenziale Ovest ma restano operativi anche gli studi storici di Vercelli in via Guala Bicheri,8.